# 't Witte Lam
 't Witte Lam is een kleine achtkante poldermolen ten noordoosten van de stad Groningen, gelegen aan de Groningerweg 47, onder de rook van het dorp Zuidwolde.
De molen werd in 1860 gebouwd ter vervanging van de een jaar daarvoor ingestorte spinnenkopmolen Het Lam (bouwjaar 1818). Met een vijzel werd het water uit de polder Het Witte Lam gemalen. Het wiekenkruis is vernieuwd in 2002. Het is aan de hekzijde voorzien van zelfzwichting en aan de windbordzijde uitgevoerd met het systeem van Bussel (met remkleppen). Met het plaatsen van een nieuwe houten vijzel in 2006 kan de molen weer water uitslaan op het Boterdiep. Alhoewel de molen altijd onder Zuidwolde wordt gerangschikt staat de molen in de gemeente Groningen. De molen was jarenlang eigendom van de Molenstichting Hunsingo en Omstreken, de huidige eigenaar is Stichting De Groninger Poldermolens.

## Trivia
't Witte Lam is met een vlucht van 13,42 m de kleinste poldermolen van de provincie Groningen. De buurman, de Krimstermolen aan de andere kant van het dorp Zuidwolde, is de grootste poldermolen. Een paar kilometers westelijk, aan de Wolddijk, bevindt zich de poldermolen Koningslaagte.